# CA Spora Luxemburg
CA Spora Luxemburg was een Luxemburgse voetbalclub uit Luxemburg.
De club werd in 1923 gevormd na een fusie tussen Sporting Luxemburg en Racing Luxemburg. Racing heeft de eer de allereerste kampioen en allereerste bekerwinnaar van het land te zijn. Sporting won 2 titels. Als fusieclub was Spora vooral succesvol in de jaren 20 en 30 maar haalde later ook nog enkele titels binnen. Tijdens de Duitse bezetting in de Tweede Wereldoorlog speelde de club in de Gauliga Moselland onder de naam SV Moselland 07 Luxemburg. Na een tweede plaats achter FV Stadt Düdelingen eindigde de club de volgende twee seizoenen in de middenmoot.
Door het grotere aantal clubs uit de hoofdstad werd de competitie zwaar en in 2005 degradeerde Spora samen met een andere oudgediende Union Luxemburg. Beide clubs zagen in dat het zo niet verder kon en besloten hun krachten te bundelen samen met CS Alliance 01 (de opvolger van Aris Bonnevoie). Omdat Alliance wel in de 1ste klasse kon blijven kon de nieuwe fusie club Racing FC Union Luxemburg meteen op het hoogste niveau starten.

## Erelijst
- Landskampioen

Winnaar (11): 1925, 1928, 1929, 1934, 1935, 1936, 1938, 1949, 1956, 1961, 1989
tweede (10): 1924, 1926, 1930, 1931, 1933, 1945, 1952, 1959, 1967, 1988
- Beker van Luxemburg

Winnaar (8):1928, 1932, 1940, 1950, 1957, 1965, 1966, 1980
Finalist (8): 1925, 1929, 1930, 1931, 1934, 1945, 1963, 1987

## Eindklasseringen vanaf 1946
| 5 |

| 7 |

| 8 |

| 1 |

| 3 |

| 5 |

| 2 |

| 9 |

| 12 |

| 1 |

| 1 |

| 5 |

| 5 |

| 2 |

| 9 |

| 1 |

| 3 |

| 6 |

| 6 |

| 5 |

| 7 |

| 2 |

| 6 |

| 7 |

| 3 |

| 5 |

| 7 |

| 9 |

| 3 |

| 11 |

| 3 |

| 1 |

| 11 |

| 1 |

| 7 |

| 10 |

| 12 |

| 1 |

| 5 |

| 5 |

| 3 |

| 3 |

| 2 |

| 1 |

| 4 |

| 3 |

| 3 |

| 7 |

| 9 |

| 7 |

| 7 |

| 8 |

| 10 |

| 12 |

| 5 |

| 3 |

| 8 |

| 2 |

| 5 |

| 10 |

| Nationaldivisioun | Éirepromotioun |

## In Europa
CA Spora Luxemburg speelt sinds 1956 in diverse Europese competities. Hieronder staan de competities en in welke seizoenen de club deelnam:
- Europacup I (3x)

1956/57, 1961/62, 1989/90
- Europacup II (3x)

1965/66, 1966/67, 1980/81
- UEFA Cup (3x)

1987/88, 1991/92, 1992/93
- Jaarbeursstedenbeker (2x)

1964/65, 1967/68

## Bekende spelers
- Fernand Brosius (1953-1971)
- Marcel Di Domenico (1981-1983)
- Jules Gales (1947-1953)
- Gérard Jeitz (1985-1988)
- Léon Letsch (1945-1950 en 1953-1961)
- Théo Stendebach (1964-1971)